# Infern - Cant Setè

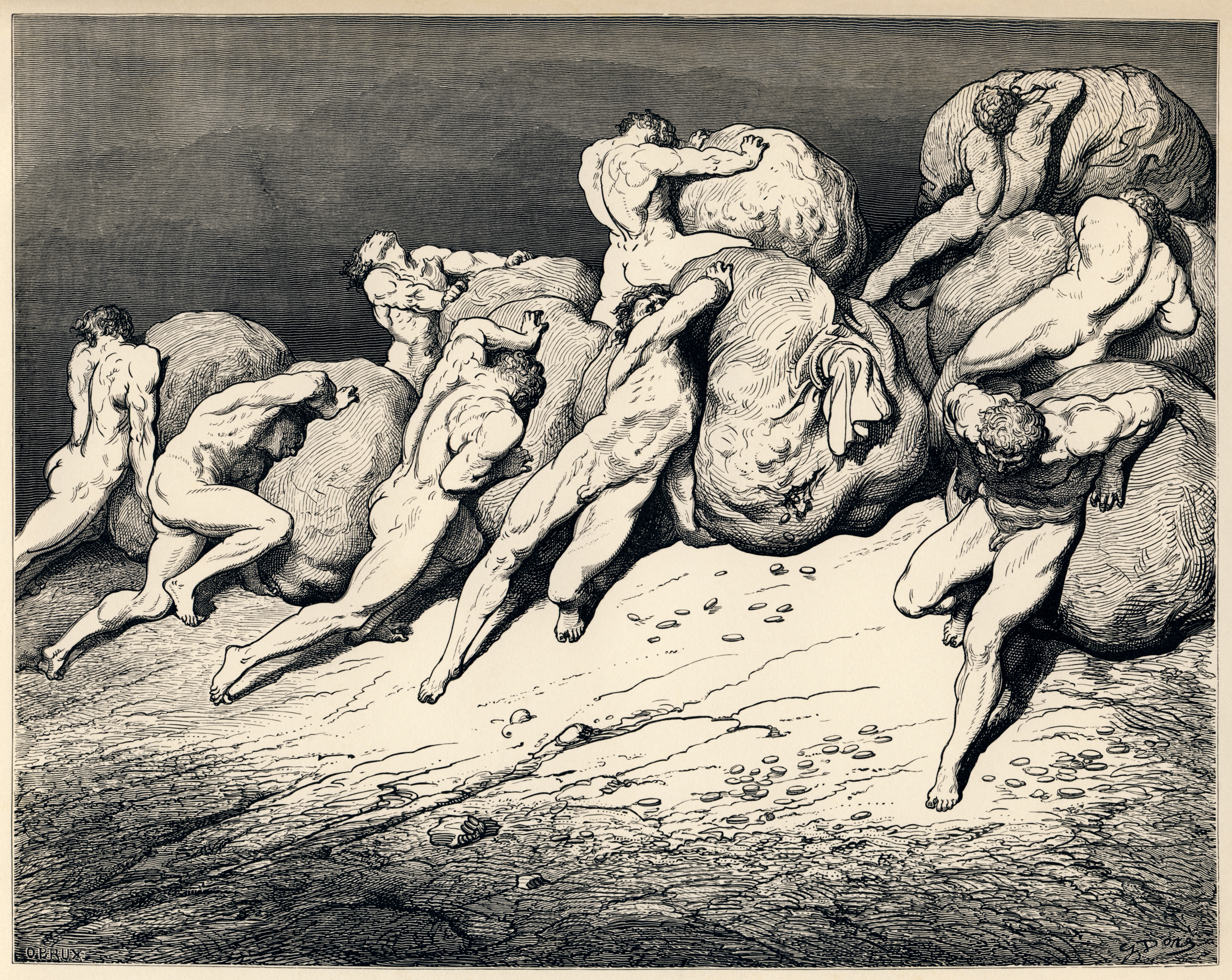
Cant VII els avars i els pròdigs, il·lustració de Paul Gustave Doré

En el marc del quart cercle de l'Infern de la Divina Comèdia de Dante Alighieri, el setè Cant de l'Infern comença amb unes paraules famoses i incomprensibles que pronuncia Plutos, el guardià infernal del quart cercle, on són castigats els avars i els pròdigs; presenta la descripció del càstig a què són sotmesos. Més endavant es parla de la Fortuna com a divinitat cristiana encarregada de distribuir les riqueses de forma variable i imprevisible per als homes. Tot seguit i en el mateix cant Dante i Virgili entren en el cercle cinquè on es troben els colèrics a la bora de la llacuna Estigia i els indolents submergits en el fang de la mateixa. En cap dels dos cercles Dante pot reconèixer ningú. Estem en la nit entre el 8 i 9 de 1300 'abril (Dissabte Sant), o d'acord amb altres comentaristes entre el 25 i el 26 de març de 1300.

## Plutos- versos 1-15

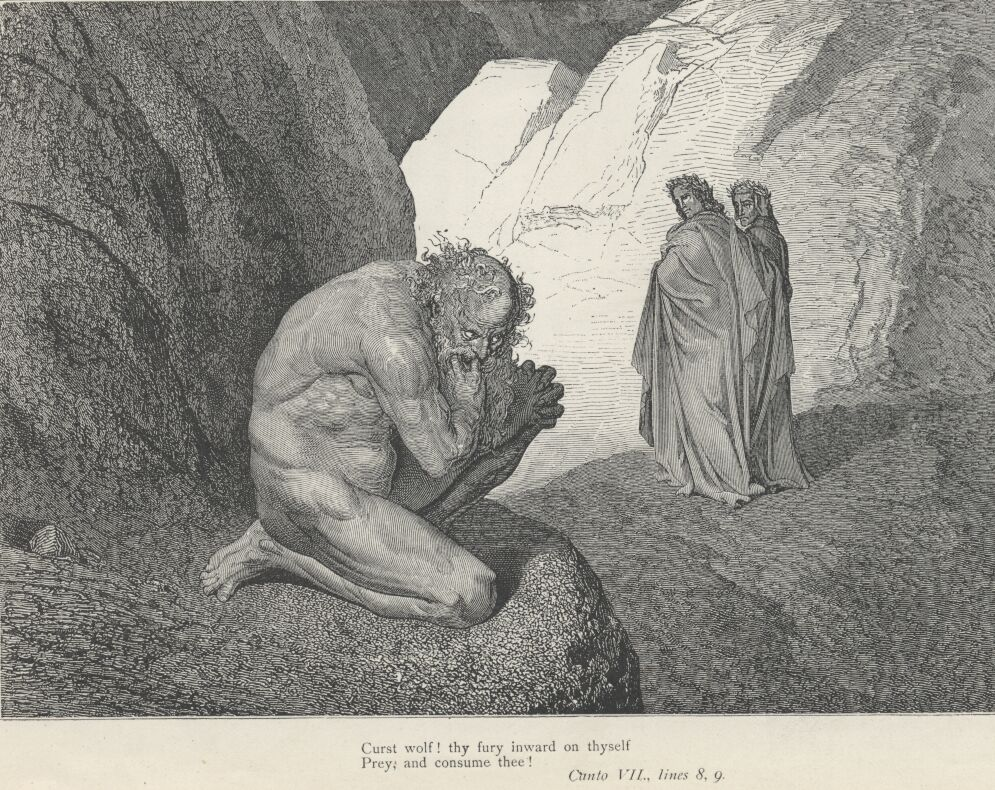
Cant setè Plutos, il·lustració de Paul Gustave Doré

El cant comença de forma sinistra amb l'amenaçadora invocació de Plutos "Pape Satàn, pape Satàn aleppe", interrompuda per Virgili qui, després d'haver consolat a Dante, fa callar el monstre (els atributs del qual només s'expressen en menys d'un vers) amb una variant del "vuolsi cosí...", "ho volen en l'altura, allà on Miquel / va castigar supèrbia i rebel·lia", en referència a l'expulsió de Llucifer del paradís, de la mà de l'arcàngel Sant Miquel. Aquesta frase, ja s'ha utilitzat dos cops més (amb Caront i Minos), el poeta no la farà utilitzar més a Virgili, per no fer minvar el dramatisme dels obstacles infernals, evitant a partir d'ara aquest paradigmàtic passe-partout (clau que obriria totes les portes). Plutos és col·locat aquí, probablement, com a déu pagà de la riquesa, encara que és probable que la seva figura fos d'alguna manera superposada o confosa, almenys en l'edat mitjana, amb la de Plutó o Hades el déu dels inferns, i la manca d'elements que descriuen aquest monstre que guarda el cercle IV augmenta el caràcter esquiu de la qüestió.
Un símil tanca l'episodi de Plutos: Com les veles inflades pel vent cauen quan es trenca el pal d'un vaixell, així es va aquietar "la bèstia cruel".

## Els avars i els pròdigs - vv. 16-66

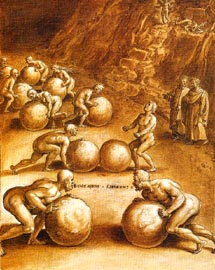
Avars i pròdigs. Il·lustració de Giovanni Stradano (1587)

Un cop han baixat al quart fossat ("lacca", del llatí tardà laccus terme rar, per "fondalada") Dante és gairebé sorprès pel que veu i exclama: Justícia divina!, qui ordenaria així tantes penes (morals) i treballs (físics) sempre estranys i nous? Parafrasejant amb molta aproximació en paraules actuals potser la invocació sonaria com "ningú tindria mai tanta fantasia com la justícia divina per preparar i assignar els càstigs". A una oració potser una mica '"frívola", Dante immediatament afegeix una nota de retret: "Per què els éssers humans ens reduïm per les culpes que ens condueixen a la condemnació?" o segons Mira "per què ens destrueix així el pecat?"
segueix un símil que introdueix el càstig dels condemnats: com les onades al davant de Caribdis (en l'estret de Messina), s'enfronten amb les que venen des del mar oposat (ja que és el punt on es troben la mar Tirrena i la mar Jònica), així aquí la gent semblava atrapada en un ball rodó ("riddi" de "riddare", és a dir, ballar un ball rodó, en el qual es gira amb moltes persones en cercle).
Després d'adonar-se de l'enorme quantitat de gent, Dante comença a descriure'n el càstig: empènyer pesos amb el pit al llarg de la circumferència del cercle, però no donant la volta al cercle; un grup ocupa un semicercle i l'altre grup un altre i giren de manera que xoquen en dos punts extrems diametralment oposats. En aquest moment blasfemen dient cada un "Per què guardes?", "Per què llences (és a dir, malgastes)?", Després donen la volta i refan el semicercle en la direcció oposada.
Dante no pregunta de quins pecadors es tracta, potser perquè ho ha endevinat a partir del seu crit, però tornant-se a Virgili li pregunta si totes les persones amb tonsura, que veu a l'esquerra, són "clergues", és a dir, prelats. Virgili confirma que es tracta de religiosos, papes i cardenals, (ara el poeta menciona el seu pecat) tacats pel pecat d'avarícia; però els de la fila de la dreta van ser els que van gastar sense mesura.
Tradicionalment s'assenyala aquests pecadors com els avars i els pròdigs. Per primera vegada són castigats a l'Infern dos pecats similars, però oposats i en el mateix cercle, lligats a la incontinència del que es va equivocar en el "massa" o en el "massa poc", en aquest cas en la despesa. Fins ara de fet, Dante no s'havia trobat amb casos de pecats punibles també "per defecte": la manca de luxúria és de fet la castedat, comportament que en la doctrina cristiana s'assembla a la santedat i a la disciplina religiosa, mentre que a l'edat mitjana no hi havia cap contrapartida per la gola.
En general, els noms dels pecats i dels pecadors en Dante són convencionals, ja que no eren indicats pel poeta, sinó des de la crítica posterior. Aquesta afirmació és certa per als malgastadors, però en el cas dels avars ell esmenta explícitament el pecat de l'avarícia (v. 48). En cada cas el significat del pecat és lleugerament més ampli que el sentit que comunament s'atribueix avui a aquesta paraula: no només gasiveria, sinó també l'avidesa, la cobdícia de diners, de riquesa i de poder en general. Aquest pecat segons Dante és un dels més grans mals del seu temps i és típic dels homes de l'església (vv 46-48.), però en pateixen molta gent: en el cant VI per exemple és mostrat per Ciacco com una de les tres causes de la desgràcia de Florència, mentre que l'avarícia és també generalment acceptada com simbolitzada per la lloba del primer cant de l'Infern. Aquí de totes maneres Dante associa l'avarícia a totes les categories d'eclesiàstics, l'entenia doncs com un pecat característic de la major part d'aquests religiosos.

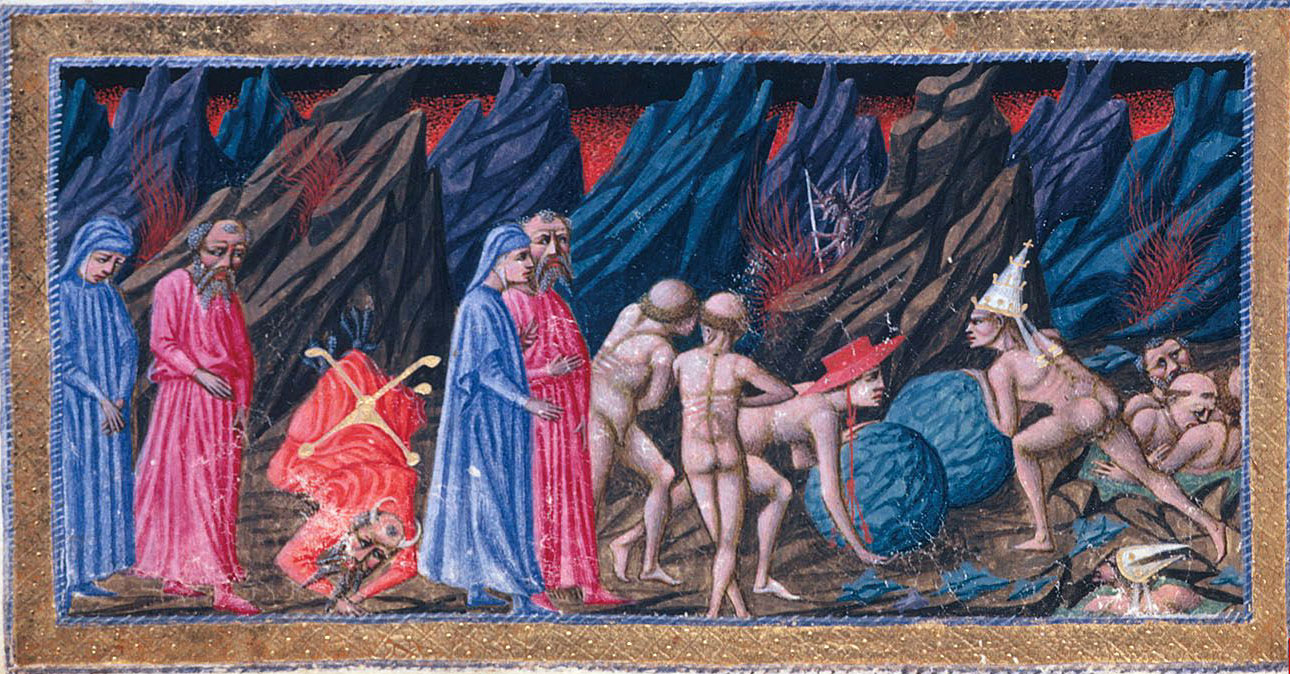
Priamo della Quercia, il·lustració del cant VII

Una acusació tan directa i greu, només podia formular-se per part del poeta des de la fermesa de la seva fe religiosa, i d'acord amb l'alta estima que tenia per a la missió sacerdotal. Després de tot al Paradís, cant XI exaltarà l'amor de Sant Francesc d'Assís a la pobresa, celebrada com la virtut cristiana suprema.
La "prodigalitat" s'ha d'entendre com el pecat d'incontinència, és a dir la d'aquells que "no saberen gastar amb mesura" (v. 42): són els acumuladors de béns, els "consumistes" diríem avui, per distingir-los dels "dilapidadors", dissipadors del patrimoni i els violents en contra dels seus propis béns, que Dante col·loca en el segon anell del VII cercle, juntament amb els suïcides.
Sobre, per què el poeta tria com un símbol del seu pecat el crani afaitat, que ells mostraran a l'hora de la resurrecció (v. 57), potser podria aclarir-ho un passatge de Sant Ambrosi que diu, com afaitar els cabells és, com tallar del pensament les coses mundanes i supèrflues.
El contrapàs d'aquests condemnats no està completament clar, però es pot interpretar per analogia, com nascut del fet que ells es van deixar vèncer pels béns terrenals als quals van donar la més alta prioritat en vida: a l'Infern llavors estan obligats a la ronda inútil de transportar a perpetuïtat masses de matèria inert, símbol de la vana inutilitat de les seves accions.
Dante li pregunta a Virgili si pot reconèixer algú entre aquests pecadors (com ho havia fet en els cercles anteriors), però el seu mestre li explica com això és impossible, ja que aquests esperits estan tant "enfosquits", com a represàlia per la seva "vida sense seny" ("sconoscente vita"; "coneixement" s'utilitza com a sinònim de mesura, cfr. Convivio llibre 3, XV 9).

## La fortuna - vv. 67-99

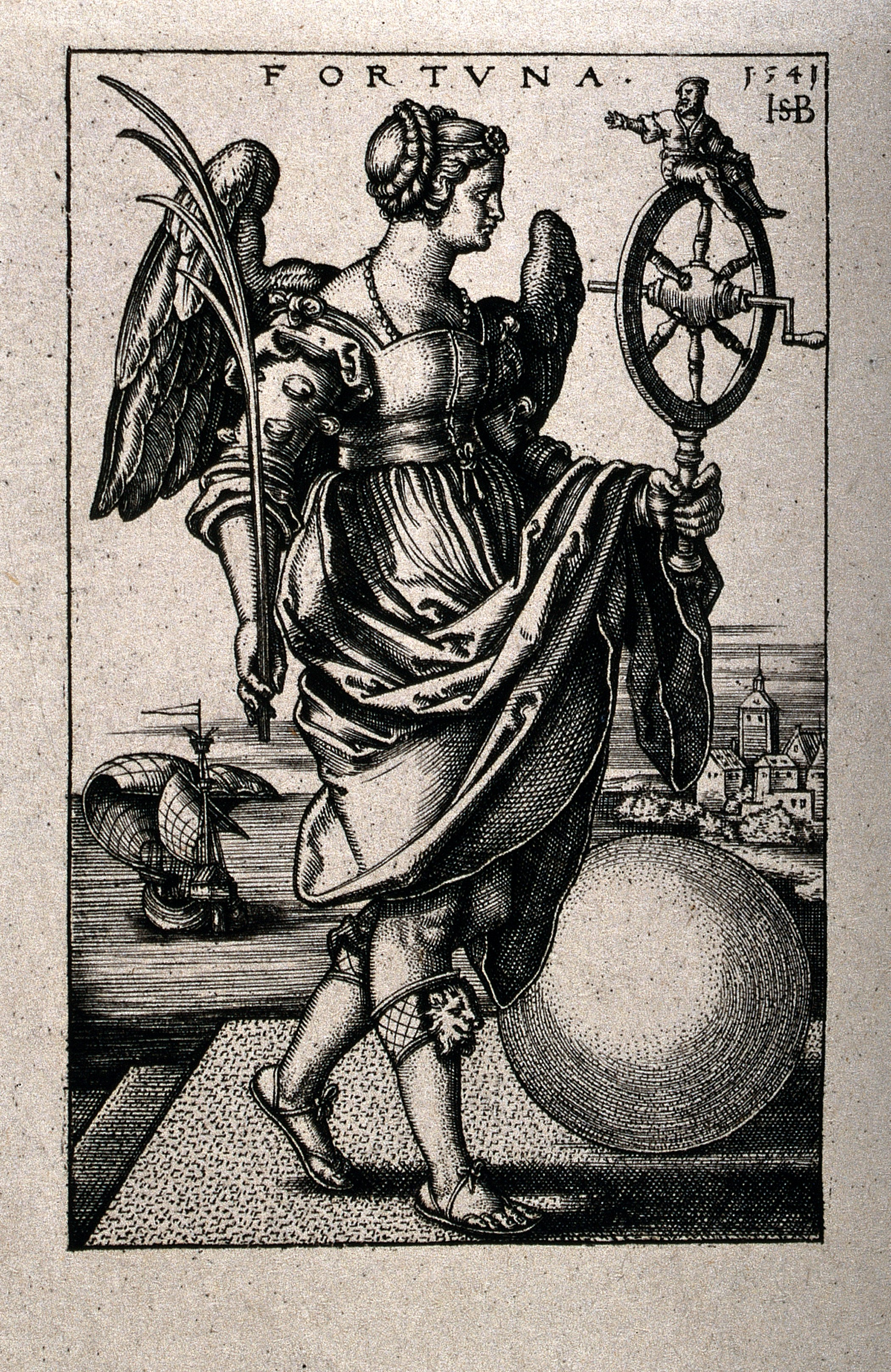
Fortuna. Dibuix del segle XVI

Una cita de Virgili sobre la fugacitat ("la corta buffa" "la curta burla", literalment, el breu alè) dels béns materials que estan lligats a la fortuna, pels quals la humanitat es baralla tot temps, introdueix justament el tema de la Fortuna mateixa. Dante demana qui o què és aquesta entitat que posseeix els béns del món, i Virgili es prodiga en una explicació, que associa la fortuna a les altres entitats celestes que mouen els cels: Fortuna té el deure de moure els béns terrenals i el seu parer (judici) és inescrutable, "ocult", "com la serp" ("l'angue", v. 84) que s'arrossega oculta en l'herba.
Molts la maleeixen, encara que haurien de donar-li gràcies, però ella és una criatura santa i no sent certes malediccions: es troba amb les altres criatures celestials, gira la seva esfera alegre i gaudeix feliçment de la seva condició.
Aquest passatge és un primer exemple de poesia de naturalesa didàctica i doctrinal, que serà molt més freqüent sobretot en els pròxims cants.
Abans de continuar el seu viatge Virgili assenyala com les estrelles estan baixant sobre l'horitzó respecte a quan van començar a caminar (des de la "selva fosca"), això indica que és prop de la mitjanit.

## La llacuna Estigia, els iracunds i els indolents vv. 100-130
Per primer cop en aquest cant trobem una ruptura de l'esquema cercle- cant, això vol dir que la segmentació poètica ja no correspon a la dels cercles de l'infern. De fet, s'arriba molt aviat al següent cercle, on els dos poetes troben una font de la qual flueixen aigües negres que bullen, que alimenten la llacuna Estígia, nom que correspon a un riu i una llacuna ja esmentat per Virgili en l'Eneida.
Aquí Dante veu gent nua submergida al pantà, presos per la fúria que els fa colpejar-se entre ells amb tot el cos: mans, peus, cap i les dents. Virgili deixa clar des del principi que aquestes són les "ànimes que dominà la ira", però també per sota, l'aigua està plena de condemnats, els indolents o "iracunds amargs" els que van covar dins d'ells mateixos la seva pròpia còlera i que ara fan bullir el pantà amb els seus pensaments tristos.
Alguns crítics voldrien sostenir que en la llacuna es troben amagats a més altres pecadors que no trobarien càstig en altres llocs, com els superbs, els envejosos…, a part que no hi ha cap evidència per donar suport a aquesta hipòtesi, és de destacar que Dante en l'infern segueix la divisió dels pecadors segons el model d'Aristòtil (no d'acord amb l'esquema dels set pecats capitals al qual pertanyen l'orgull i l'enveja), i en canvi seguirà la disciplina cristiana en l'estructuració dels pecadors en el Purgatori.
Caminant, els dos poetes, arriben llavors als peus d'una torre, és el punt en el qual s'atura el cant. El cant vuitè en canvi comença quan Dante i Virgili no estan encara sota la torre. Així que entre el final del VII cant i l'inici del VIII hi ha una discrepància cronològica.
Dues són les hipòtesis més creïbles: segons Boccaccio, Dante hauria escrit els primers set cants de la seva obra mentre encara era a Florència abans de ser enviat a l'exili, i es faria enviar aquests primers cants després d'haver estat exiliat. Una altra hipòtesi és la que diu que Dante tenia la intenció d'escriure la seva comèdia en llatí i, de fet, hauria escrit els primers set cants del poema infernal en llatí, és clar. Després de ser enviat a l'exili hauria procedit a la traducció dels cants i així s'hauria produït aquesta mena d'ondulació en la cronologia dels cants.